# Rosalind Chao
Rosalind Chao (23 de setembro de 1957) é uma atriz norte-americana lembrada pelo personagem Keiko O'Brien do seriado Star Trek: The Next Generation e Star Trek: Deep Space Nine e participação no filme What Dreams May Come (Amor Além da Vida). Também participou de vários seriados como The O.C., Six Feet Under, 10-8: Officers on Duty, Falcon Crest, Diff'rent Strokes além de participações em muito outros.